# 義民祭

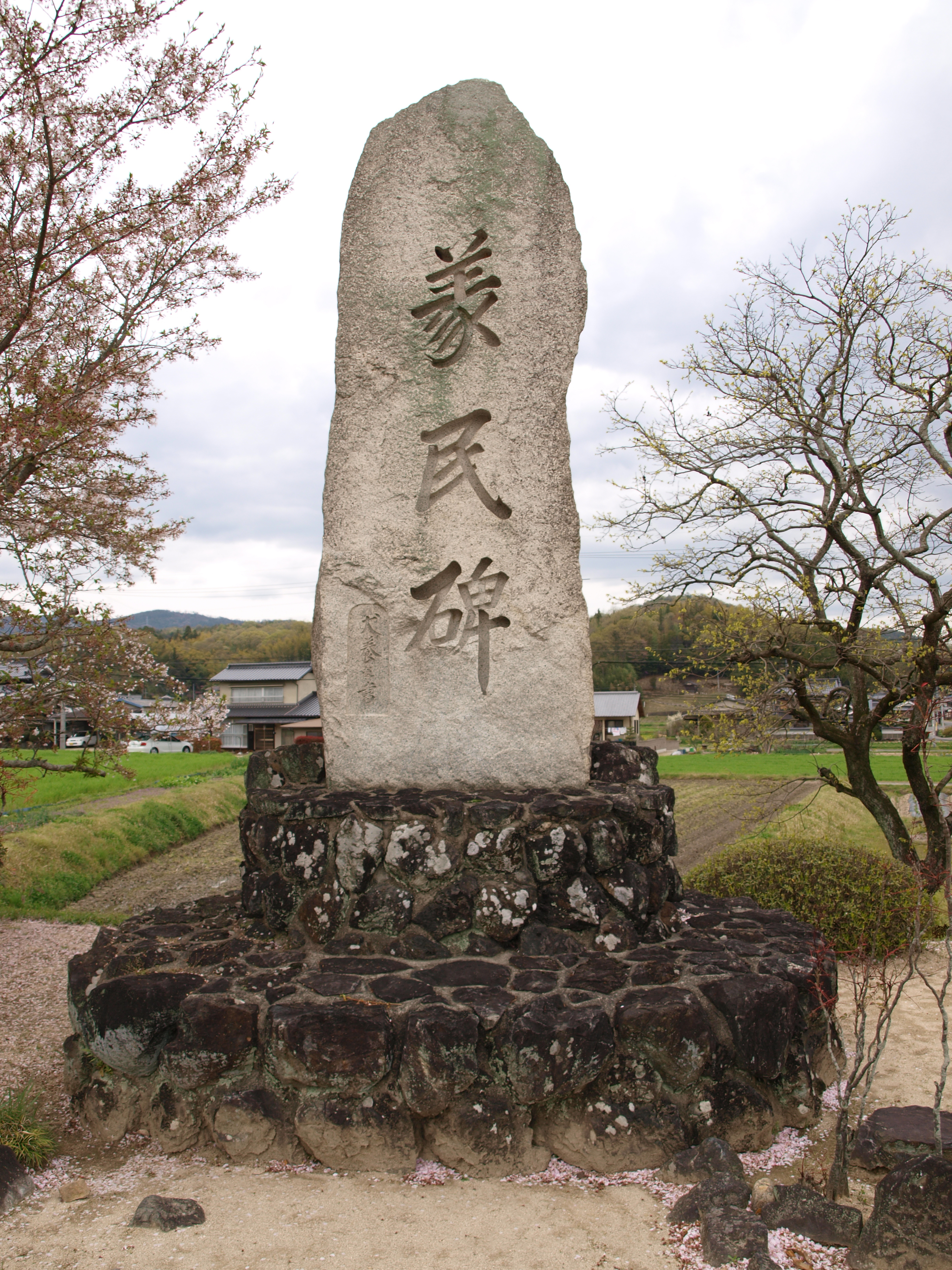
義民碑。義民四人衆が処刑された場所に建てられている。

義民祭（ぎみんさい）は、岡山県総社市新本地域で行われる祭事である。
この祭りで踊られる踊りは、（新本）義民踊り（ぎみんおどり）と呼ばれる。

## 概要
1717年（享保2年）から翌1718年（享保3年）にかけて備中国の岡田藩領である下道郡新庄村・本庄村（現在の総社市新本）で起こった新本義民騒動の4人の犠牲者（義民四人衆）の霊を弔い、その功績を称えるために行われる祭りである。
1918年（大正7年）に、当時の吉備郡新本村において「義民四人衆二百年祭」が執り行われた。これを機に、毎年夏に義民祭と村・地域を挙げて盛大に開催されるようになり、恒例行事化した。
義民四人衆を祀る義民社（ぎみんしゃ）の南側にある総社市立新本小学校の校庭で開催される。新本小学校の児童がオペレッタ『義民さま』を演じている。
開催日は、現在は7月（おおむね中旬頃）の土曜日または日曜日の夜である。かつては、義民四人衆が処刑された旧暦6月6日に近いのが理由である。一時期、生活様式の変化やサラリーマン家庭の増加に伴い、開催日が8月の盆過ぎに変更されていたこともある。
また、義民祭の前夜と当日朝に、義民社において社前祭（しゃぜんさい）と呼ばれる儀式が行われる。

## 義民踊り
大正時代に、新本義民騒動から200年経過を記念し作られた踊りである。
初代新本村長・小坂逸八の書いた詩を元に、当地出身の画家・稲葉春生らが中心になり作詞・作曲を行った。振り付けは、岡山県三大踊りの松山踊りと白石踊りを参考とした。
義民祭では、この義民踊りがメインイベントとなっている。